# Эрикссонит
Эрикссонит — (англ. Ericssonite) минерал, входящий в группу лампрофиллита. Относится к островным силикатам. Открыт в 1967 году.

## Происхождение названия
Назван в честь Дж. Э. Эриксона (англ. John E. Ericsson) — шведско-американского изобретателя и инженера, конструктора железного корабля Monitor.

## Свойства
Цвет красновато-черный. В отличие от других разновидностей лампрофиллита, эрикссонит не имеет радиоактивности. Твёрдость — 4,5 по шкале Мооса. Плотность — 4,21. Сингония моноклинная. Диморфен с ортоэрикссонитом.